# Euroregion Neisse

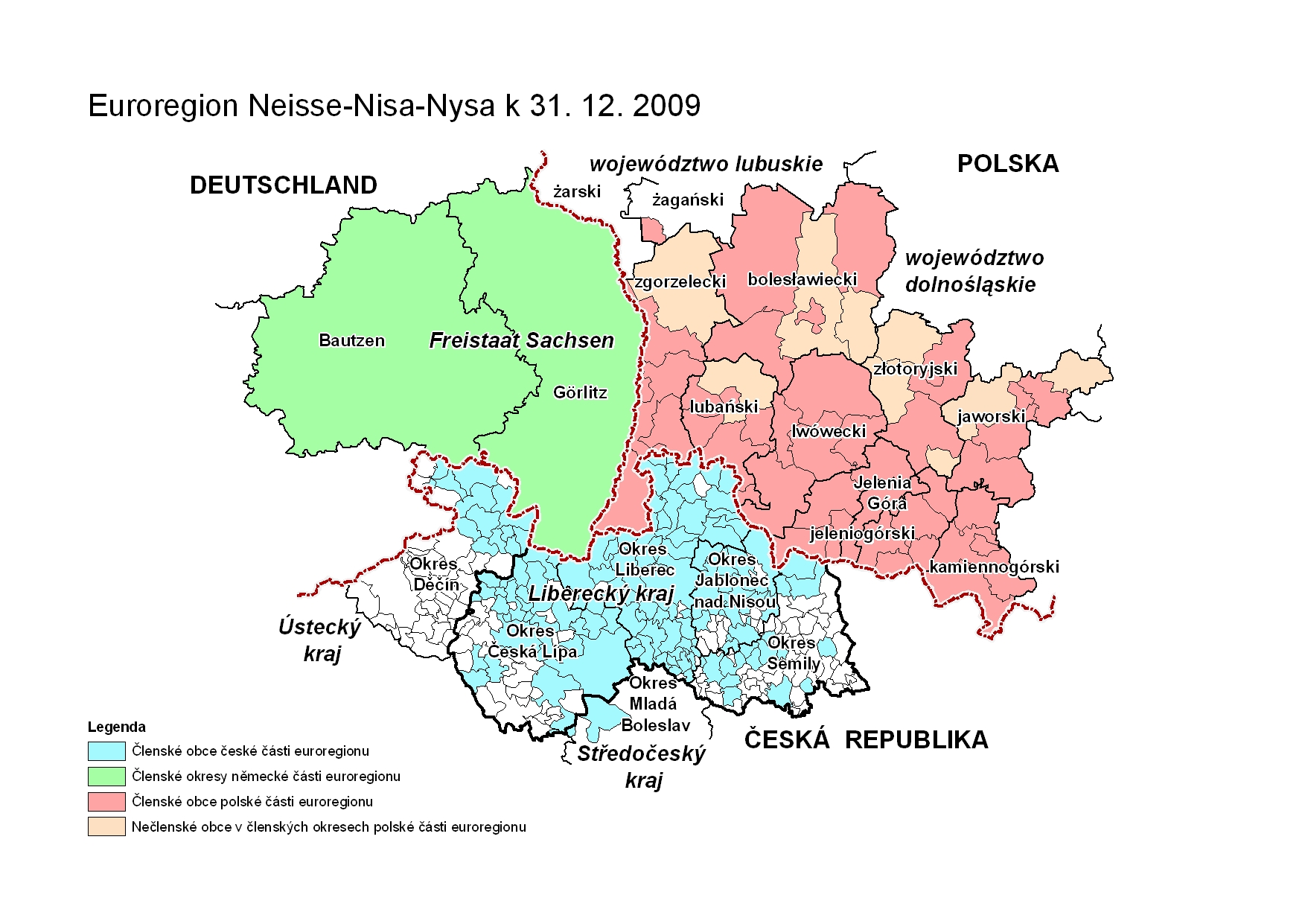
Euroregion Neisse (2009). Tyska medlemmar markeras i grönt, tjeckiska i blått och polska i rött.

Euroregion Neisse (med tysk stavning Neiße) eller Euroregion Neisse-Nisa-Nysa (på tyska/tjeckiska/polska) är en samarbetsorganisation för området omkring floden Lausitzer Neisse, som utgör gränstrakterna mellan Tjeckien, Polen och Tyskland i norra Centraleuropa. I samarbetsorganisationen ingår distrikt, städer och kommuner i västra delen av Nedre Schlesiens och Lubusz vojvodskap i Polen, i norra Böhmen i Tjeckien, samt i östra delen av delstaten Sachsen i Tyskland.
Regionens totala yta uppgår till 13 254 km² och invånarantalet var sammanlagt 1 638 216 invånare år 2007.

## Medlemmar
- Tyskland:
  - Landkreis Bautzen, Landkreis Görlitz
- Polen:
  - Bogatynia, Bolesławiec, Powiat bolesławiecki, Bolków, Gozdnica, Gromadka, Gryfów Śląski, Janowice Wielkie, Jawor, Jelenia Góra, Powiat jeleniogórski, Jeżów Sudecki, Kamienna Góra, Gmina Kamienna Góra, Powiat kamiennogórski, Karpacz, Kowary, Leśna, Lubań, Powiat lubański, Lubawka, Lubomierz, Powiat lwówecki, Łęknica, Marciszów, Mirsk, Mściwojów, Mysłakowice, Nowogrodziec, Lwówek Śląski, Olszyna, Osiecznica, Paszowice, Piechowice, Pieńsk, Platerówka, Podgórzyn, Przewóz, Siekierczyn, Sulików, Szklarska Poręba, Świeradów-Zdrój, Świerzawa, Węgliniec, Wleń, Wymiarki, Powiat żarski, Stara Kamienica, Zawidów, Zgorzelec, Gmina Zgorzelec, Powiat zgorzelecki, Złotoryja, Gmina Złotoryja, Powiat złotoryjski
- Tjeckien:
  - Okres Liberec, Okres Česká Lípa, Okres Jablonec nad Nisou, Okres Semily, Okres Děčín, Bělá pod Bezdězem